# Light From Above
Light From Above es el álbum debut del grupo estadounidense de heavy metal, Black Tide. El álbum fue lanzado el 18 de marzo de 2008, bajo el sello discográfico Interscope Records. Fue producido por Johnny K. Cada miembro de la banda tenía de menos de 20 años de edad durante la grabación de este álbum, lo que no es común en la industria de la música.
Tres sencillos del álbum han sido publicados, "Shockwave", "Warriors Of Time", y "Shout", en ese orden. Dos clip de video fueron producidos para la canción "Shockwave" mismo que fueron transmitidos por el programa de MTV2 Headbangers Ball. El vocalista Gabriel García tenía 14 años cuando el álbum fue escrito y grabado. El disco fue elogiado por los críticos y los ayudó a ganar el premio de la revista Kerrang! en el 2008 por "Mejor Artista Revelación Internacional". El álbum cuenta con una versión de la canción Hit the Lights en su álbum de presentación.
El álbum se estrenó como el número 73 en la lista de Billboard 200, con 11.400 copias vendidas en su primera semana de ventas

## GiraLight from Above
Para promocionar el álbum, la banda estuvo de gira desde julio de 2007 hasta abril de 2011. La gira incluyó 341 conciertos en todo el mundo con espectáculos que estuvieron en primera página, también estuvieron en festivales como el Download Festival y el Mayhem Festival. También han tocado teloneros para Iron Maiden, Avenged Sevenfold, Bullet for My Valentine y Trivium. Su última aparición fuel el 19 de abril de 2011 en The Viper Room en Los Ángeles, California como teloneros para Loaded

## Listado de canciones
| Light from Above |                                       |                                |          |  |
| N.º              | Título                                | Escritor(es)                   | Duración |  |
| 1.               | «Shockwave»                           | García, Núñez, Raúl García Jr. | 3:28     |  |
| 2.               | «Shout»                               | García, Jason Suecof           | 3:25     |  |
| 3.               | «Warriors of Time»                    | García                         | 5:53     |  |
| 4.               | «Give Me a Chance»                    | García, Suecof, Sandler        | 3:34     |  |
| 5.               | «Let Me»                              | García, Suecof                 | 3:29     |  |
| 6.               | «Show Me the Way»                     | García, Suecof                 | 3:59     |  |
| 7.               | «Enterprise»                          | García, Johnny K.              | 4:30     |  |
| 8.               | «Live Fast Die Young»                 | García, Suecof                 | 3:01     |  |
| 9.               | «Hit the Lights» (Cover de Metallica) | Hetfield, Ulrich               | 3:42     |  |
| 10.              | «Black Abyss»                         | García, Suecof, García Jr.     | 4:06     |  |
| 11.              | «Light from Above»                    | García, Spence.                | 5:47     |  |
| 44:54            |                                       |                                |          |  |

| Light from Above (Pistas adicionales) |                                                   |          |  |
| N.º                                   | Título                                            | Duración |  |
| 12.                                   | «Black Widow» (Pista adicional en el Reino Unido) | 3:48     |  |
| 13.                                   | «Again» (Pista adicional para iTunes)             | 3:18     |  |
| 14.                                   | «Rise» (Pista adicional para Hot Topic)           | 4:51     |  |

## En la cultura popular
- La canción "Shockwave" aparece en la PlayStation 3 y en la Xbox 360 en el videojuego Skate 2, la versión estadounidense de Guitar Hero: Modern Hits, y también está disponible como una canción descargable para PlayStation 3, Wii y Xbox 360 para el videojuego Rock Band.

- "Warriors Of Time" se encuentra en el videojuego NHL 09, como banda sonora para PlayStation 3 y Xbox 360. También está disponible como una canción descargable para PlayStation 3 y Xbox 360 para el videojuego Rock Band. Además los Belleville Bulls de la Liga de Hockey de Ontario reproducen este tema cada que anotan un gol.

- "Show Me The Way" aparece en la banda sonora de MotorStorm: Pacific Rift para PlayStation 3, que es presentado en Rock Band Unplugged, y fue lanzado como contenido descargable para el videojuego de Rock Band.

- "Shout" aparece en la banda sonora de Colin McRae: DiRT 2.

- El equipo británico de hockey sobre hielo Whitley Warriors, usa "Warriors Of Time" como canción de entrada.

## Créditos

### Alineación principal
- Gabriel García – Voz principal, guitarra líder
- Alexander Nuñez – Guitarra rítmica, corista
- Zakk Sandler – Bajo eléctrico, corista
- Steven Spence – Baterista, percusiones

### Producción
- El álbum fue producido, grabado y mezclado por Johnny K en Groovemaster Studios. Con Justin Wilk como asistente de ingeniería.
- Masterizado por Ted Jensen en los estudios Sterling Sound.

### Diseño
- Ryan Gillis - Arte de portada
- Chris Crisman - Fotografía
- Levi Pervin - Fotografía en vivo